# Olga Fritzsche

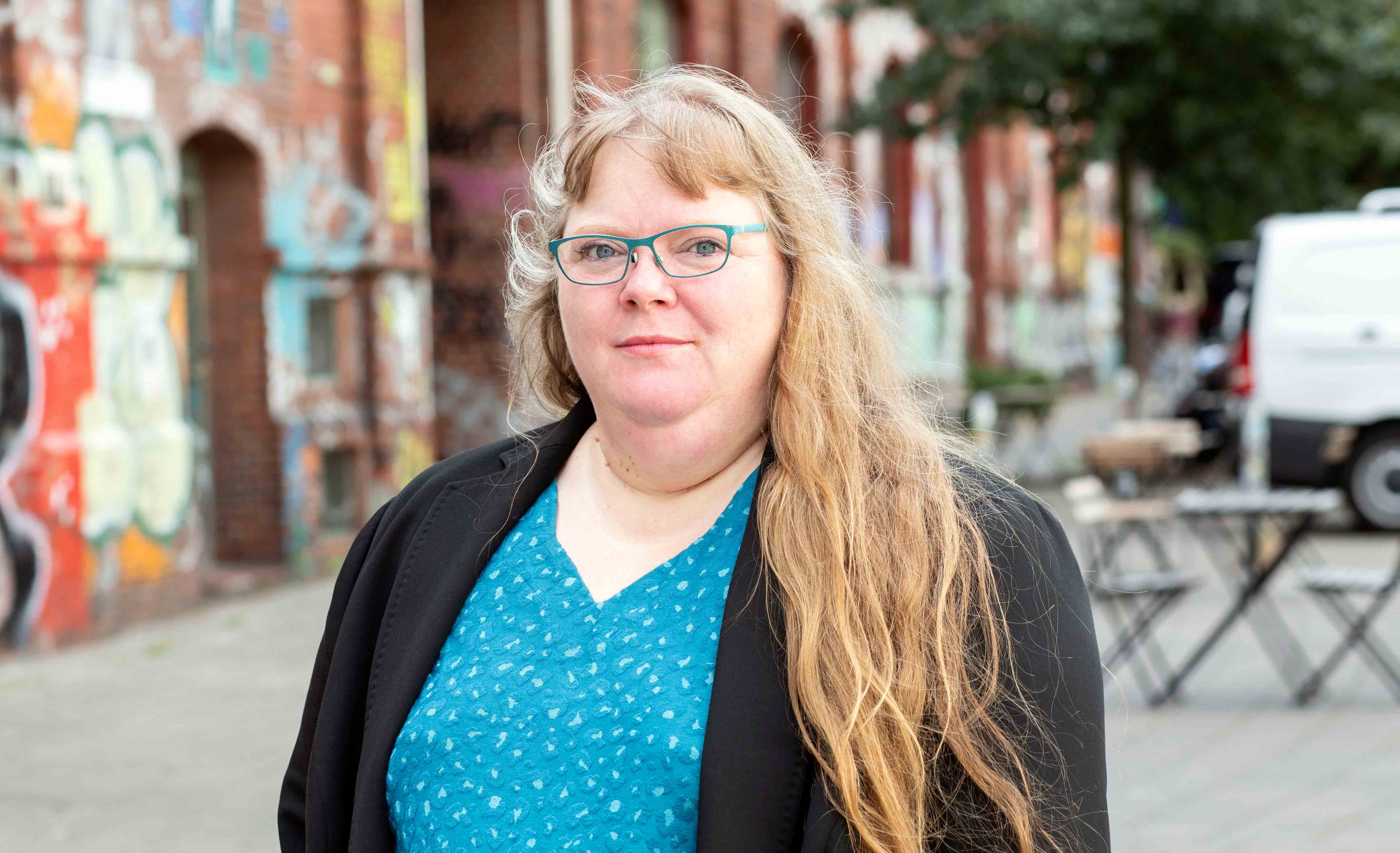
Olga Fritzsche (2021)

Olga Fritzsche (* 7. August 1972 in Berlin) ist eine deutsche Politikerin. Seit der Bürgerschaftswahl 2020 ist sie Mitglied der Hamburgischen Bürgerschaft. Von 2011 bis 2014 sowie 2018 bis 2020 war sie Landesvorsitzende der Partei Die Linke in der Freien und Hansestadt Hamburg.

## Leben
Fritzsche studierte von 1994 bis 2000 Rechtswissenschaften an der Humboldt-Universität zu Berlin. Von 1998 bis 2009 arbeitete sie als Pressedokumentarin. Ab 2010 absolvierte sie ein berufsbegleitendes Studium der Sozialökonomie mit Schwerpunkt auf Volkswirtschaftslehre an der Universität Hamburg, das sie 2018 mit dem Bachelor of Arts abschloss.
2002 wurde Fritzsche Mitglied der damals neu gegründeten Gewerkschaft Ver.di. Sie engagierte sich in der PDS und ab 2007 in der Partei Die Linke. Sie war acht Jahre lang Betriebsrätin, Landessprecherin der AG Betrieb & Gewerkschaft und der Ver.di Betriebsgruppe der Beschäftigten der Linken in Hamburg.
Seit 2008 wirkt sie beruflich in der Politik. Sie war in verschiedenen Fraktions- und Abgeordnetenbüros der Linken tätig, z. B. als wissenschaftliche Mitarbeiterin für die Bürgerschaftsabgeordnete Elisabeth Baum (2008 bis 2011).
Sie trat bei der Bürgerschaftswahl in Hamburg 2011 auf Platz 8 der Gesamtliste und Platz 3 der Wahlkreisliste der Linken im Wahlkreis 5 Rotherbaum – Harvestehude – Eimsbüttel-Ost an, wurde jedoch nicht gewählt mit den erreichten 926 bzw. 1728 Stimmen.
Fritzsche war von 2011 bis 2016 Geschäftsführerin der Linksfraktion im Bezirk Harburg. 2011 wurde sie erstmals zur Landessprecherin der Linken gewählt. Beim Landesparteitag im April 2012 kandidierte sie erneut erfolgreich für diesen Posten. Sie hatte keine Gegenkandidatin und bekam 84 von 117 Stimmen (72 Prozent). Zu ihren politischen Schwerpunkten zählte sie zu diesem Zeitpunkt die Durchsetzung eines gesetzlichen Mindestlohns von zehn Euro die Stunde und die Abschaffung der Hartz-IV-Gesetze. Die Position des Landessprechers hatte sie danach zusammen mit Bela Rogalla bis 2014 inne. Nach einer Zeit als Vorstandsmitglied wurde sie auf dem Parteitag 2018 mit knapp 90 Prozent wieder zur Landessprecherin gewählt. Sie teilte sich die Doppelspitze mit David Stoop und folgte auf Żaklin Nastić, die nach ihrer Wahl zur Bundestagsabgeordneten nicht mehr antrat.
Ab Oktober 2016 bis 2020 arbeitete Fritzsche als lokale Mitarbeiterin und Wahlkreismitarbeiterin des Bundestagsabgeordneten Fabio De Masi.
Bei der Bürgerschaftswahl 2020 zog sie über Platz 5 der Landesliste in die Bürgerschaft ein. Dort ist sie Mitglied im Eingaben-, Haushalts- und Europaausschuss, Ausschuss für Wirtschaft und Innovation sowie Ausschuss für Soziales, Arbeit und Integration. Aufgrund ihres Mandats in der Hamburgischen Bürgerschaft durfte sie bei der nächsten Wahl zum Landessprecher ihrer Partei 2020 nicht mehr antreten. Der hallesche Parteitag wählte sie im Oktober 2024 zum Mitglied des Parteivorstands.
Sie ist Mutter eines Sohnes und wohnt in Eimsbüttel.